# Давід Савар
Давід Савар (фр. David Savard, нар. 22 жовтня 1990, Сент-Іасент) — канадський хокеїст, захисник клубу НХЛ «Монреаль Канадієнс». Гравець збірної команди Канади.

## Ігрова кар'єра
У чотирнадцять років виступав за хокейну команду коледжу.
Хокейну кар'єру розпочав 2006 року виступами за клуб «Семінар Сен-Франсуа Бліззард». У сезоні 2007–08 дебютував у ГЮХЛК захищаючи кольори команди «Бе-Комо Драккар», а у середині сезону перейшов до «Монктон Вайлдкетс».
2009 року був обраний на драфті НХЛ під 94-м загальним номером командою «Колумбус Блю-Джекетс». 
Влітку 2010 Давід продовжив кар'єру в складі фарм-клубу «Блю-Джекетс» «Спрингфілд Фалконс» (АХЛ).
7 лютого 2012 року Савар відзначився першим голом за «Блю-Джекетс» у матчі проти «Міннесота Вайлд» ворота якого захищав Ніклас Бекстрем. Сезон 2012–13 захисник провів у складі «Спрингфілд Фалконс».
15 липня 2013 року, як вільний агент Давід підписав однорічний контракт з «Колумбусом». Сезон 2013–14 став першим повноцінним сезоном Савара в НХЛ.
15 вересня 2015 року Давід уклав новий п'ятирічний контракт з «Блю-Джекетс».
У сезоні 2020–21 Савара обміняли до клубу «Тампа-Бей Лайтнінг». Після здобуття Кубка Стенлі у складі «блискавок»  Давід уклав чотирирічну угоду з «Монреаль Канадієнс».

## На рівні збірних
У складі національної збірної Канади став чемпіоном світу 2015 року.

## Досягнення
- Володар Кубка Стенлі в складі «Тампа-Бей Лайтнінг» — 2021.[5]

## Статистика

### Клубні виступи
| Сезон        | Клуб                           | Ліга         | Регулярний сезон | Регулярний сезон | Регулярний сезон | Регулярний сезон | Регулярний сезон | Плей-оф | Плей-оф | Плей-оф | Плей-оф | Плей-оф |
| Сезон        | Клуб                           | Ліга         | І                | Г                | П                | О                | ШХ               | І       | Г       | П       | О       | ШХ      |
| ------------ | ------------------------------ | ------------ | ---------------- | ---------------- | ---------------- | ---------------- | ---------------- | ------- | ------- | ------- | ------- | ------- |
| 2006–07      | «Семінар Сен-Франсуа Бліззард» | QMAAA        | 44               | 10               | 16               | 26               | 52               | 18      | 1       | 12      | 13      | 10      |
| 2007–08      | «Бе-Комо Драккар»              | ГЮХЛК        | 35               | 1                | 6                | 7                | 22               | —       | —       | —       | —       | —       |
| 2007–08      | «Монктон Вайлдкетс»            | ГЮХЛК        | 32               | 0                | 5                | 5                | 18               | —       | —       | —       | —       | —       |
| 2008–09      | «Монктон Вайлдкетс»            | ГЮХЛК        | 68               | 9                | 35               | 44               | 33               | 10      | 5       | 5       | 10      | 10      |
| 2009–10      | «Монктон Вайлдкетс»            | ГЮХЛК        | 64               | 13               | 64               | 77               | 36               | 21      | 1       | 14      | 15      | 8       |
| 2010–11      | «Спрингфілд Фалконс»           | АХЛ          | 72               | 11               | 32               | 43               | 18               | —       | —       | —       | —       | —       |
| 2011–12      | «Спрингфілд Фалконс»           | АХЛ          | 44               | 4                | 18               | 22               | 72               | —       | —       | —       | —       | —       |
| 2011–12      | «Колумбус Блю-Джекетс»         | НХЛ          | 31               | 2                | 8                | 10               | 16               | —       | —       | —       | —       | —       |
| 2012–13      | «Спрингфілд Фалконс»           | АХЛ          | 60               | 5                | 26               | 31               | 40               | 8       | 2       | 3       | 5       | 8       |
| 2012–13      | «Колумбус Блю-Джекетс»         | НХЛ          | 4                | 0                | 0                | 0                | 0                | —       | —       | —       | —       | —       |
| 2013–14      | «Колумбус Блю-Джекетс»         | НХЛ          | 70               | 5                | 10               | 15               | 28               | 6       | 0       | 4       | 4       | 4       |
| 2014–15      | «Колумбус Блю-Джекетс»         | НХЛ          | 82               | 11               | 25               | 36               | 71               | —       | —       | —       | —       | —       |
| 2015–16      | «Колумбус Блю-Джекетс»         | НХЛ          | 65               | 4                | 21               | 25               | 45               | —       | —       | —       | —       | —       |
| 2016–17      | «Колумбус Блю-Джекетс»         | НХЛ          | 74               | 6                | 17               | 23               | 44               | 5       | 0       | 1       | 1       | 4       |
| 2017–18      | «Колумбус Блю-Джекетс»         | НХЛ          | 81               | 4                | 12               | 16               | 32               | 6       | 0       | 0       | 0       | 0       |
| 2018–19      | «Колумбус Блю-Джекетс»         | НХЛ          | 82               | 8                | 16               | 24               | 36               | 10      | 1       | 2       | 3       | 4       |
| 2019–20      | «Колумбус Блю-Джекетс»         | НХЛ          | 68               | 0                | 11               | 11               | 35               | 10      | 0       | 3       | 3       | 2       |
| 2020–21      | «Колумбус Блю-Джекетс»         | НХЛ          | 40               | 1                | 5                | 6                | 24               | —       | —       | —       | —       | —       |
| 2020–21      | «Тампа-Бей Лайтнінг»           | НХЛ          | 14               | 0                | 0                | 0                | 0                | 20      | 0       | 5       | 5       | 6       |
| 2021–22      | «Монреаль Канадієнс»           | НХЛ          | 62               | 3                | 14               | 17               | 36               | —       | —       | —       | —       | —       |
| 2022–23      | «Монреаль Канадієнс»           | НХЛ          | 62               | 3                | 17               | 20               | 40               | —       | —       | —       | —       | —       |
| Усього в НХЛ | Усього в НХЛ                   | Усього в НХЛ | 735              | 47               | 156              | 203              | 407              | 57      | 1       | 15      | 16      | 20      |

### Збірна
| Рік                | Команда            | Турнір             | Місце              | І  | Г | П | О | ШХ |
| ------------------ | ------------------ | ------------------ | ------------------ | -- | - | - | - | -- |
| 2015               | Канада             | ЧС                 | 1                  | 10 | 0 | 4 | 4 | 6  |
| Національна збірна | Національна збірна | Національна збірна | Національна збірна | 10 | 0 | 4 | 4 | 6  |